# Lehmann Aviation L-A Series

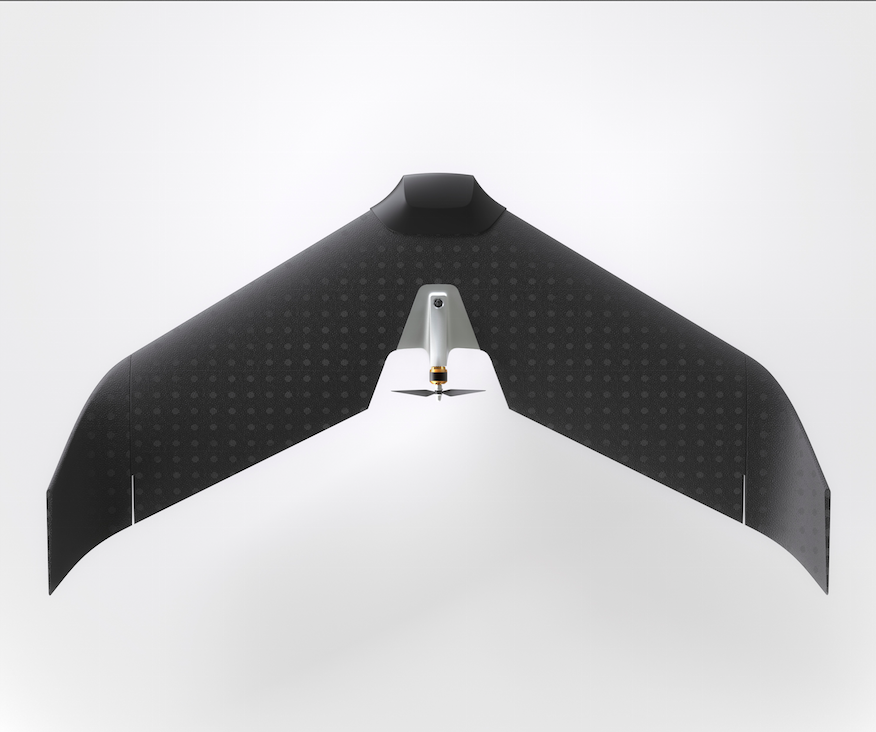
Lehmann Aviation серії L-A 2016

Lehmann Aviation L-A Series — серія безпілотних літальних апаратів розробки і виробництва французької компанії Lehmann Aviation. Була запущена в 2012 році з випуском повністю автоматичного персонального дрона для користувачів GoPro. Серія була розширена в 2013 році до безпілотних літаків LA200, LA300 і пізніше LA300AG, призначених для корпоративних комунікацій, картографування/видобутку/будівництва та точного землеробства.
З 2016 року випускається тільки серія LA500.

## Покоління

### LA100
Lehmann Aviation LA100 — це повністю автоматичний легкий літак — літаюче крило, запущений компанією Lehmann Aviation у листопаді 2012 року. На момент запуску, LA100 був першим у світі повністю автоматичним цивільним безпілотним літальний апаратом, спеціально розробленим для користувачів, які не мають ніяких навичок управління БПЛА і навіть радіокерованими літаками. Модель LA100 була розроблена для ведення професійної аерофото і відеозйомки на камеру GoPro. Газета Financial Times назвав LA100 «персональним „дроном“, що піднімає в небо камеру і дозволяє відобразити неймовірні пейзажі під час подорожей».
LA100 дотримується попередньо запрограмованої траєкторії польоту, встановленій виробником. Для його запуску необхідно було встановити камеру GoPro на крило літака. Для похилих знімків було можливе використання камер GoPro Hero, Hero2, Hero3, для вертикальних — GoPro Hero3, а також двох камер одночасно. Процедура запуску передбачала включення мотора шляхом приєднання батареї і виконання нескладних маніпуляцій (нахил апарату на 90 ° вперед і потім на 60 ° назад). БПЛА запускався з руки, протягом 4,5 хвилин літав на висоті 100 метрів в радіусі 500 метрів від місця запуску, роблячи фотографії або відео земної поверхні і зберігаючи їх на карті пам'яті. Після цього апарат автоматично повертався на місце запуску і приземлявся в радіусі 20 метрів від нього. «З нашими безпілотними літаками ми хочемо донести до людей можливість кращого розуміння Землі. LA100 схожий на повітряний бінокль», — сказав Бенджамін Лемман MIT Technology Review.
У середині 2015 року компанією було прийнято рішення про зняття LA100 з виробництва. Модель була замінена більш сучасними мікро-БПЛА з більш досконалими технічними характеристиками.
Модель LA100 відкрила серію L-A автоматичних безпілотників Lehmann Aviation, що також включає модель LA200 і LA300 . Ця серія кардинально відрізняється від серії L-M. Остання являє собою лінію мікро-БПЛА, керованих з землі під час польоту за допомогою системи наземного контролю Lehmann Aviation.

### LA200
Lehmann Aviation LA200 — повністю автоматичний мікро-БПЛА, запущений компанією Lehmann Aviation у липні 2013 року. Модель LA200 розроблена для ведення професійної панорамної і вертикальної аерофото і відеозйомки на камеру GoPro. Працює з камерою GoPro Hero, Hero2 або Hero3 і дозволяє знімати професійні аерофотознімки та відео (до 12 Мп). Траєкторія польоту програмується заздалегідь на будь-якому планшеті Windows 8 з функцією тач-скрін, в програмі підготовки та подальшого контролю польоту — Lehmann Operation Center. Всі дані передаються на безпілотник за допомогою WI-FI. БПЛА запускається з руки і після повністю автоматичного виконання місії приземляється в заданому місці.
У середини 2015 року компанією також був випущений новий БПЛА LA200B спеціально розроблений для потреб телеканалів і кінематографа. LA200B оснащений 3-осьовим стабілізатором, що дозволяє отримувати стабільні аеровідео в форматі високої чіткості.

### LA300
Lehmann Aviation LA300 — наступна повністю автоматична модель лінії L-A, призначена для максимально точного відображення та цифрового моделювання місцевості (DEM). Могла працювати з мобільним телефоном Nokia Lumia 1020 і камерою GoPro. З 2015 року дрон працює з GoPro Hero, Canon S110 або NIR і термокамерою і дає змогу знімати професійні аерофотознімки. Для роботи геодезії/картографування, аграрного сектору (обчислення поверхонь і об'ємів, виявлення пошкоджених культур), видобутку та будівництва дрон розроблявся для професійного створення ортопланів.
LA300 працює з будь-яким сенсорним планшетом Windows 8 який дозволяє користувачеві налаштувати параметри польоту та зображення геотегів. Для підготовки польотів і управління місією користувач повинен «намалювати» на сенсорному екрані область роботи і ввести маршрутні точки. Після цього операційний центр Lehmann автоматично генерує місію та програмує безпілотник. Дані польоту дані передаються на дрон через WI-FI. Після встановлення Nokia Lumia 1020 на крило і запуску дрону вручну, літак автоматично виконує програму завдання та повертається і здійснює посадку.
LA300 літає у радіусі до 15 км, зі швидкістю 20–80 км / год.

### LA500
У липні 2016 року компанія Lehmann Aviation оголосила про запуск абсолютно нової серії L-A, перероблену з нуля, що складається з трьох повністю автоматичних легких (1250 гр) літаків для трьох основних напрямків:
- LA500 для гірничого видобутку та будівництва
- LA500-AG для точного землеробства
- LA500-RTK для високоточного відображення та DEM.

## Характеристики
| Технічні характеристики      | LA100                      | LA200                      | LA300                      | LA500                                             |
| ---------------------------- | -------------------------- | -------------------------- | -------------------------- | ------------------------------------------------- |
| Радіус дії                   | до 0,5 км                  | до 3 км                    | до 15 км                   | до 25 км                                          |
| Час польоту                  | 5 хв                       | 30 хв                      | 45 хв                      | 30 хв (батарея 3000mAh) / 45 хв (батарея 4000mAh) |
| Вага                         | 850 гр                     | 850 гр                     | 850 гр                     | до 1500 гр                                        |
| Корисна навантаження         | 150 гр                     | 200 гр                     | 200 гр                     | 250 гр (до 400 гр з обмеженим часом польоту)      |
| Розмах крила                 | 92 см                      | 92 см                      | 92 см                      | 116 см                                            |
| Обмеження по швидкості вітру | до 35 км / год             | до 35 км / год             | до 35 км / год             | до 45 км / год                                    |
| Температурні умови           | від –25 °C до +60 °C       | від –25 °C до +60 °C       | від –25 °C до +60 °C       | від –25 °C до +60 °C                              |
| Запуск                       | Запуск з руки              | Запуск з руки              | Запуск з руки              | Запуск з руки                                     |
| Посадка                      | Автономна (без парашута)   | Автономна (без парашута)   | Автономна (без парашута)   | Автономна (без парашута)                          |
| Контроль                     | Повністю автономний політ  | Повністю автономний політ  | Повністю автономний політ  | Повністю автономний політ                         |
| Шлях польоту                 | Попередньо запрограмований | Попередньо запрограмований | Попередньо запрограмований | Попередньо запрограмований                        |